# Ceniza

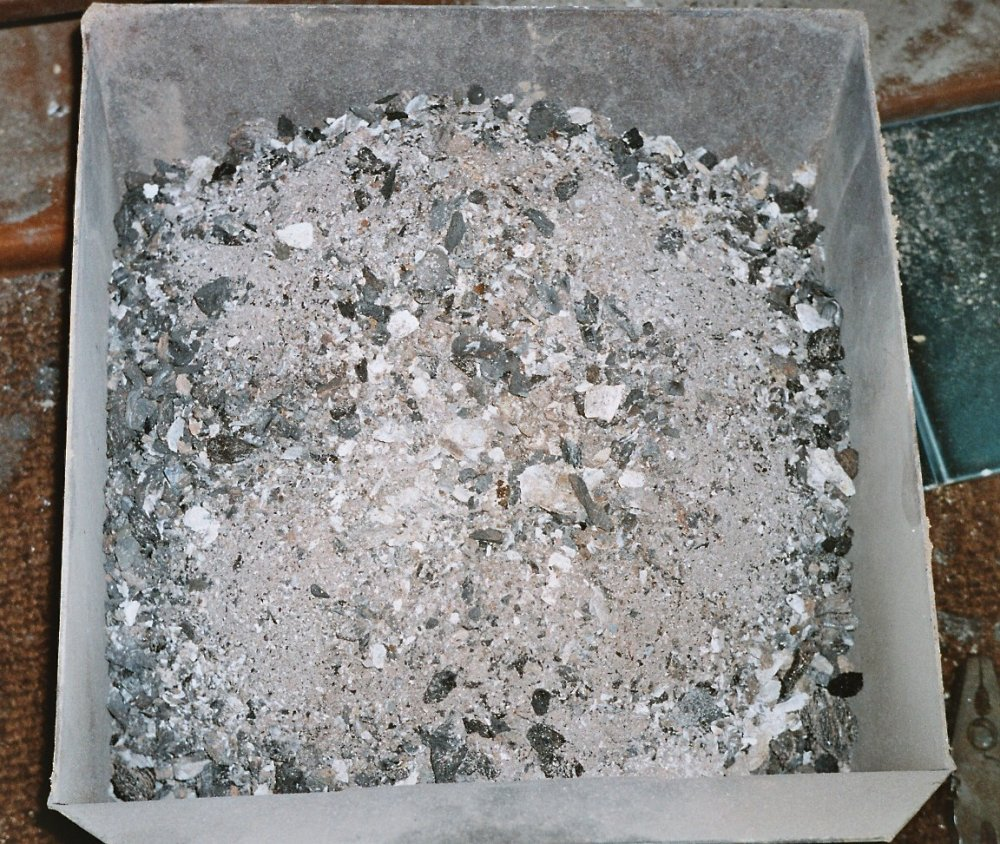
Cenizas de carbón.

La ceniza es el producto de la combustión de algún material, compuesto por sustancias inorgánicas no combustibles, como sales minerales. Parte queda como residuo en forma de polvo depositado en el lugar donde se ha quemado el combustible (madera, basura, etc.) y parte puede ser expulsada al aire como parte del humo.

## Análisis de la ceniza en alimentos

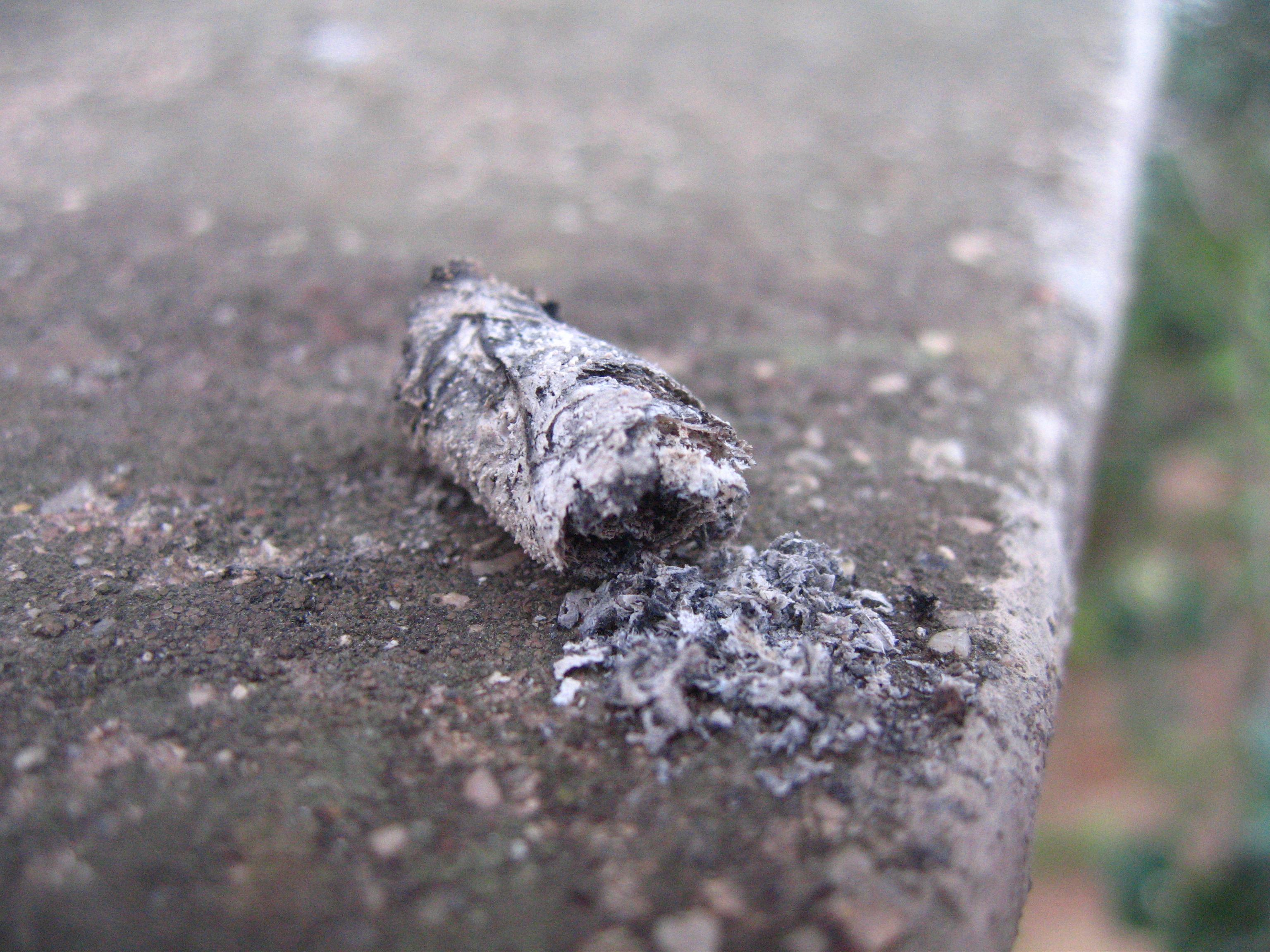
Ceniza de un cigarrillo de tabaco

El análisis de cenizas en los alimentos, es un parámetro de importancia desde el punto de vista económico y de la calidad y cualidades organolépticas y nutricionales. Debido a ello su medición está incluida dentro del Análisis Químico Proximal de los alimentos (en el cual se mide principalmente el contenido de humedad, grasa, proteína y cenizas).
En el análisis de alimentos también se conoce con el nombre de cenizas al conjunto de minerales que no arden ni se evaporan. Después de calcinarlo, es más fácil hacer un análisis detallado de cada mineral. Así por ejemplo, tras analizar miel obtenemos las siguientes cantidades:
- Fructosa: 38%
- Glucosa: 31%
- Sacarosa: 1%
- Agua: 17%
- Otros carbohidratos: 9%
- Cenizas: 0.17%

CO + H2O + 2E = Cenizas
En este ejemplo, por cenizas se entendería el conjunto de minerales que se encuentran en la miel.
La ceniza de plantas (madera, rastrojos, etc.) tienen un alto contenido de carbonato de potasio (K2CO3), potasio, calcio, magnesio y otros minerales esenciales para ellas. Puede utilizarse como fertilizante si no contiene metales pesados u otros contaminantes. Como suele ser muy alcalina, se puede mezclar con agua y dejarla un tiempo al aire para que se neutralice en parte combinándose con el CO2 ambiental. También se puede mezclar con otro abono más ácido, como el humus. La descomposición en el humus, además hace a los minerales más biodisponibles.
Las cenizas de animales contienen más sodio y principalmente el fosfato cálcico de los huesos. Las cenizas de incineraciones humanas pueden contener restos de metales de empastes y otros implantes.

## Simbolismo y religión
La ceniza fue entre muchos pueblos una señal de dolor y de arrepentimiento.

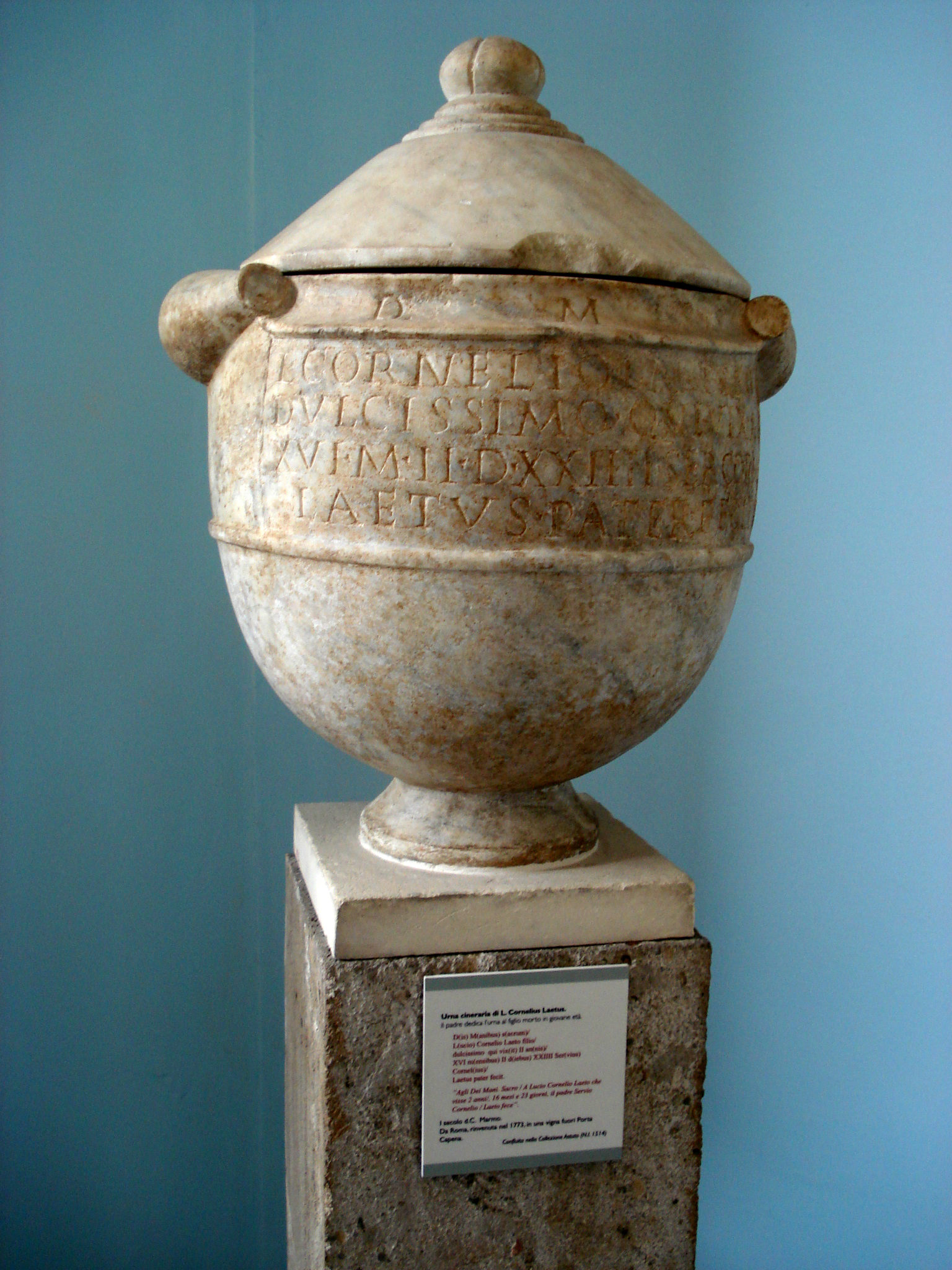
Urna cineraria romana del

El esparcirse ceniza o polvo sobre la cabeza en lugar de los perfumes con que solían ungirse los orientales, el sentarse en el suelo entre ceniza o polvo, eran las señales con que se expresaban las calamidades públicas, el dolor, la penitencia, el luto de donde se derivó, como dice el señor Torres Amat, la frase comer el pan con ceniza, pues es natural que caería esta de la cabeza del que comía.
Los judíos hacían una lejía o agua lustral con las cenizas de una ternera sacrificada el día de la gran expiación, la que servía para purificar a aquellos que habían tocado algún cadáver o asistido a los funerales. Los griegos y romanos, que observaban la costumbre de quemar a los muertos, tenían urnas llamadas cinerarias, en las que ponían las cenizas de aquellas personas que les habían sido queridas y cuyos restos deseaban conservar.

En la primitiva Iglesia el obispo ponía un poco de ceniza en la frente del pecador al principio de su penitencia y de aquí viene la práctica, mandada en el Concilio de Benevento celebrado en el año 1091, de ir a recibir la ceniza el primer día de cuaresma. Hay algunas órdenes monásticas, como los trapenses, que ponen a los religiosos en medio de la iglesia sobre una cruz de ceniza poco antes de morir, para recordarles su origen y a lo que van a parar.
Vicenç Joaquín Bastús i Carrera, Diccionario histórico enciclopédico, página 450.

La inmundicia: Job 30:19: «Me arroja con fuerza en el fango,y me reduce a polvo y ceniza».
La desgracia: Salmos 102:9: «Las cenizas son todo mi alimento;mis lágrimas se mezclan con mi bebida».
La vergüenza: 2 Samuel 13, 18-19: «Así que el criado la echó de la casa, y luego cerró bien la puerta. Tamar llevaba puesta una túnica especial de mangas largas, pues así se vestían las princesas solteras. Al salir, se echó ceniza en la cabeza, se rasgó la túnica y, llevándose las manos a la cabeza, se fue por el camino llorando a gritos».
Arrepentimiento: Daniel 9:3: «Entonces me puse a orar y a dirigir mis súplicas al Señor mi Dios. Además de orar, ayuné y me vestí de luto y me senté sobre cenizas».
En hebreo la palabra desûen, se traduce como “cenizas” con referencia a la mezcla de la grosura de los sacrificios y el combustible utilizado para consumirlos. También hace referencia a los cadáveres incinerados. En griego la palabra spodos, se emplea en el Nuevo Testamento para las cenizas utilizadas en casos de luto o de purificación. Hebreos 9:13: «La sangre de machos cabríos y de toros, y las cenizas de una novilla rociadas sobre personas impuras, las santifican de modo que quedan limpias por fuera».
En este aspecto igualmente destaca el ritual de cremación para los fallecidos.